# Нарбут, Василий Михайлович
Василий Михайлович Нарбут (1874—1950) — русский психиатр. Происходил из дворянского рода Нарбутов. 

## Биография
Родился в 1874 году в Санкт-Петербурге. О его ранних годах жизни известно крайне мало: сообщается, что он окончил Императорский Санкт-Петербургский университет (1895) и Военно-медицинскую академию (1900), где его учителем стал В. М. Бехтерев. Совместно с Бехтеревым он исследовал влияния внушений на чувствительность, и в частности на восприятие боли. Бехтерев и Нарбут пришли к выводу, что анальгезия является реальным фактом. Как лучший выпускник был отмечен премией имени Буша.
В 1903 году защитил докторскую диссертацию «Мозговой придаток и его значение для организма» и был командирован за границу, где пробыл до 1906 года, совершенствуясь по психиатрии и нервным болезням в клиниках и лабораториях Европы: в Мюнхене — у профессора Крепелина; в Берлине — у профессора Жолли и Циена; в Гисени — у профессора Зоммера; в Париже — у профессора Маньяна, Бабинского, Мари, Балле, Сонье и Мечникова; в Эдинбурге – у профессора Клустона. По возвращении из заграницы был избран конференцией военно-медицинской академии клиническим (ординарным) профессором по кафедре нервных и душевных болезней и направлен в Николаевский военный госпиталь. 
В 1907 году он стал профессором кафедры невропатологии, открытого Бехтеревым Психоневрологического института; читал лекции по патологической анатомии нервной системы, которые затем, в 1914 году, были им опубликованы отдельной монографией. В том же 1907 году, 16 декабря у статского советника Василия Михайловича Нарбута и его жены Елены Степановны родилась дочь Наталья.
В 1914 году возглавил кафедру семиотики нервных болезней с диагностикой по медицинскому факультету. 
В 1909 году В. М. Нарбут был назначен совещательным членом Военно-санитарного учёного комитета; с 22 марта 1915 года — инспектор по медицинской части Ведомства учреждений императрицы Марии. С начала 1900-х годов консультировал больных в Максимилиановской больнице; с 1923 года руководил неврологическим отделением больницы. 
С 1916 года — приват-доцент на кафедре философии историко-филологического факультета Санкт-Петербургского университета, с 1918 года — преподаватель философского (позднее — общественно-педагогическое) отделения факультета общественных наук университета. Подвергся кратковременному аресту 6 сентября 1919 года. Читал курсы патологической психологии, о локализациях и патологии речи; 30 сентября 1924 года был освобождён от преподавания в Ленинградском университете в связи с ликвидацией читаемых им курсов.
Уполномоченный Наркомпроса от 17 сентября 1924 года. В 1920–1930-е годы он работал в больнице им. И. И. Мечникова, в Ленинградском институте организации и охраны труда.
Умер в 1950 году, похоронен на Охтинском кладбище. 

## Комментарии
1. ↑  Имеются любопытные сведения о родившемся 26 апреля (8 мая) 1871 года выпускнике «филологической гимназии» при Санкт-Петербургском историко-филологическом институте Василии Нарбуте, который в 1891 году окончил историко-филологический факультет Санкт-Петербургского университета — см. Памятная книжка гимназии при Императорском СПб. историко-философском институте 1870—1895. — СПб., 1895. — С. 60—61. Архивная копия от 13 ноября 2016 на Wayback Machine